# سوپلاوینتو
سوپلاوینتو (انگلیسی: Soplaviento) یک شهر در کشور کلمبیا است.